# Eufriesea distinguenda
Eufriesea distinguenda är en biart som först beskrevs av Giovanni Gribodo 1882.
Eufriesea distinguenda ingår i släktet Eufriesea, tribus orkidébin och familjen långtungebin. Inga underarter finns listade.